# 김창환 (배우)
김창환(1986년 9월 1일 ~ )은 대한민국의 배우이다.

## 이력
1992년 소년중앙 잡지 모델 첫 데뷔하였고 1994년 KBS 한국방송공사 TV 드라마에서 아역 연기자 정식 데뷔하였다.

## 출연작

### 드라마
- 《딸부잣집》(KBS2, 1994년) - 박상수 역
- 《호텔》(MBC, 1995년) - 서울에 상경한 전주호텔 회장의 손자 김학필 역
- 《째즈》(SBS, 1995년) - 어린 강한새 역(단역)
- 《언제나 푸른 마음》(EBS, 1995년) - 미국에서 초등학교를 다니다가 대한민국 귀국하여 유병희(6학년) 君이 다니는 초등학교에 2학년 2학기를 전학 온 초교생 역
- 《KBS 드라마 스페셜 - 습지생태보고서》 (KBS2, 2012년) - 재호 역
- 《학교 2013》 (KBS2, 2012년~2013년) - 한영우 역
- 《KBS 드라마 스페셜 - 내 친구는 아직 살아있다》 (KBS2, 2013년) - 명수 역
- 《KBS 드라마 스페셜 - 원혼》 (KBS2, 2014년) - 코지 역
- 《초인시대》 (tvN, 2015년) - 김창환 역
- 《KBS 드라마 스페셜 - 노량진역에는 기차가 서지 않는다》 (KBS2, 2015년)
- 《응답하라 1988》 (tvN, 2015년)
- 《너를 노린다》 (SBS, 2015년) - 김형식 역
- 《청춘시대》 (JTBC, 2016년) - 보험사 직원 역
- 《KBS 드라마 스페셜 - 웃음실격》 (KBS2, 2016년) - 의사 역 (특별출연)
- 《행복을 주는 사람》 (MBC, 2016년) - 최정훈 역
- 《쓸쓸하고 찬란하神 - 도깨비》 (tvN, 2016년) - 저승사자 역
- 《라이브》 (tvN, 2018년) - 상수의 친구 역 (특별출연)
- 《나도 엄마야》 (SBS, 2018년) - 한동수 역
- 《모범택시 2》 (SBS, 2023년) - 이시완 역

### 예능
- 《집사인 게 자랑 시즌 2》 (tvN, 2017년) (출연)

### 영화
- 《탈출: 프로젝트 사일런스》 (2024년) - 통제실 직원 1 역
- 《타짜: 원 아이드 잭》 (2019년) - 스냅백 역
- 《메이트》 (2019년) - 병주 역
- 《파란 불이 들어오면》 (2017년, 단편) - 동원 역
- 《메리 크리스마스 미스터 모》 (2017년) - 이발소 손님 역
- 《범죄의 여왕》 (2016년)
- 《부산행》 (2016년) - 김진모 대리 역
- 《굿바이 싱글》 (2016년) - 드라마 조감독 역
- 《극적인 하룻밤》 (2015년) - 도장알바생 역
- 《휠체어》 (2014년, 단편)
- 《파킹찬스》 (2014년, 단편)
- 《체어맨》(2014년, 단편) - 선빈 역
- 《야간비행》 (2014년) - 오성진 역
- 《족구왕》 (2014년) - 룸메이트 역(우정출연)
- 《인 허 플레이스》 (2014년)
- 《서울집》 (2013년, 단편)
- 《사이비》 (2013년) - 카페종업원 역
- 《이목》 (2013년, 단편)
- 《배워야 산다》 (2013년, 단편) - 소년 역
- 《단추》 (2012년, 단편) - 남학생 2 역
- 《공범유예》 (2012년, 단편) - 오동윤 역
- 《밤》 (2012년, 단편)
- 《혼자 있다 2》 (2012년) - 박씨(의대생) 역
- 《우리》 (2012년, 단편) - 정훈 역
- 《발가락이라도 닮을까봐》 (2012년, 단편)
- 《캠퍼스의 봄》 (2012년, 단편)
- 《지각생들》 (2012년, 단편) - 명재 역
- 《변신》 (2012년, 단편)
- 《1999, 면회》 (2012년) - 민욱 역
- 《밀월도 가는 길》 (2011년) - 어린 동조 / 덕우 역
- 《U.F.O.》 (2012년) - 주기쁨 역
- 《열혈남아》 (2006년) - 소년 재문 역
- 《공공의 적 2》 (2005년) - 고등학교 친구 역

## 수상
- 2012년 제17회 부산국제영화제 한국영화감독조합상 남자배우상
- 2012년 제38회 서울독립영화제 배우부문 독립스타상